# Canadian Open 2019 - Qualificazioni singolare femminile
Le qualificazioni del singolare femminile del Canadian Open 2019 sono state un torneo di tennis preliminare per accedere alla fase finale della manifestazione. Le vincitrici dell'ultimo turno sono entrate di diritto nel tabellone principale. In caso di ritiro di una o più giocatrici aventi diritto a queste sono subentrati le lucky loser, ossia le giocatrici che hanno perso nell'ultimo turno ma che avevano una classifica più alta rispetto alle altre partecipanti che avevano comunque perso nel turno finale.

## Teste di serie
1. Zhang Shuai (ultimo turno, ritirata, lucky loser)
2. Alison Riske (qualificata)
3. Ajla Tomljanović (qualificata)
4. Mónica Puig (ultimo turno)
5. Ekaterina Aleksandrova (qualificata)
6. Polona Hercog (qualificata)
7. Mihaela Buzărnescu (ultimo turno)
8. Ons Jabeur (ultimo turno)
9. Iga Świątek (qualificata)
10. Kateryna Kozlova (primo turno)
11. Rebecca Peterson (ultimo turno)
12. Magda Linette (primo turno)

1. Tatjana Maria (qualificata)
2. Anastasija Potapova (qualificata)
3. Jennifer Brady (qualificata)
4. Andrea Petković (ultimo turno)
5. Misaki Doi (qualificata)
6. Marie Bouzková (qualificata)
7. Astra Sharma (primo turno)
8. Christina McHale (ultimo turno)
9. Heather Watson (ultimo turno)
10. Ysaline Bonaventure (primo turno)
11. Varvara Lepchenko (ultimo turno)
12. Barbora Krejčíková (primo turno)

## Qualificate
1. Anastasija Potapova
2. Alison Riske
3. Ajla Tomljanović
4. Jennifer Brady
5. Ekaterina Aleksandrova
6. Polona Hercog

1. Misaki Doi
2. Francesca Di Lorenzo
3. Iga Świątek
4. Marie Bouzková
5. Wang Xiyu
6. Tatjana Maria

### Lucky loser
1. Zhang Shuai

## Tabellone

### Legenda
| - Q = Qualificato - WC = Wild card - LL = Lucky loser | - ALT = Alternate - SE = Special Exempt - PR = Protected Ranking | - w/o = Walkover - r = Ritirato - d = Squalificato |

### Sezione 1
|  | Primo turno | Primo turno         | Primo turno | Primo turno | Primo turno |  |  | Ultimo turno | Ultimo turno        | Ultimo turno | Ultimo turno | Ultimo turno |  |
|  |             |                     |             |             |             |  |  |              |                     |              |              |              |  |
|  | 1           | Zhang Shuai         | 6           | 2           | 6           |  |  |              |                     |              |              |              |  |
|  |             | Priscilla Hon       | 4           | 6           | 3           |  |  | 1            | Zhang Shuai         | 62           | 1            | r            |  |
|  |             | Gabriela Dabrowski  | 4           | 6           | 3           |  |  | 14           | Anastasija Potapova | 7            | 1            |              |  |
|  | 14          | Anastasija Potapova | 6           | 3           | 6           |  |  |              |                     |              |              |              |  |

### Sezione 2
|  | Primo turno | Primo turno       | Primo turno       | Primo turno | Primo turno |  |  | Ultimo turno | Ultimo turno      | Ultimo turno      | Ultimo turno | Ultimo turno |  |
|  |             |                   |                   |             |             |  |  |              |                   |                   |              |              |  |
|  | 2           | Alison Riske      | Alison Riske      | 6           | 6           |  |  |              |                   |                   |              |              |  |
|  | WC          | Carol Zhao        | Carol Zhao        | 2           | 1           |  |  | 2            | Alison Riske      | Alison Riske      | 6            | 6            |  |
|  | PR          | Lucie Hradecká    | Lucie Hradecká    | 3           | 4           |  |  | 23           | Varvara Lepchenko | Varvara Lepchenko | 4            | 4            |  |
|  | 23          | Varvara Lepchenko | Varvara Lepchenko | 6           | 6           |  |  |              |                   |                   |              |              |  |

### Sezione 3
|  | Primo turno | Primo turno       | Primo turno       | Primo turno | Primo turno |  |  | Ultimo turno | Ultimo turno     | Ultimo turno     | Ultimo turno | Ultimo turno |  |
|  |             |                   |                   |             |             |  |  |              |                  |                  |              |              |  |
|  | 3           | Ajla Tomljanović  | Ajla Tomljanović  | 7           | 6           |  |  |              |                  |                  |              |              |  |
|  |             | Jana Čepelová     | Jana Čepelová     | 5           | 2           |  |  | 3            | Ajla Tomljanović | Ajla Tomljanović | 6            | 7            |  |
|  | WC          | Ariana Arseneault | Ariana Arseneault | 5           | 2           |  |  | 20           | Christina McHale | Christina McHale | 4            | 62           |  |
|  | 20          | Christina McHale  | Christina McHale  | 7           | 6           |  |  |              |                  |                  |              |              |  |

### Sezione 4
|  | Primo turno | Primo turno    | Primo turno    | Primo turno | Primo turno |  |  | Ultimo turno | Ultimo turno   | Ultimo turno   | Ultimo turno | Ultimo turno |  |
|  |             |                |                |             |             |  |  |              |                |                |              |              |  |
|  | 4           | Mónica Puig    | Mónica Puig    | 6           | 6           |  |  |              |                |                |              |              |  |
|  |             | Destanee Aiava | Destanee Aiava | 1           | 1           |  |  | 4            | Mónica Puig    | Mónica Puig    | 3            | 2            |  |
|  |             | Peng Shuai     | Peng Shuai     | 5           | 5           |  |  | 15           | Jennifer Brady | Jennifer Brady | 6            | 6            |  |
|  | 15          | Jennifer Brady | Jennifer Brady | 7           | 7           |  |  |              |                |                |              |              |  |

### Sezione 5
|  | Primo turno | Primo turno            | Primo turno            | Primo turno | Primo turno |  |  | Ultimo turno | Ultimo turno           | Ultimo turno           | Ultimo turno | Ultimo turno |  |
|  |             |                        |                        |             |             |  |  |              |                        |                        |              |              |  |
|  | 5           | Ekaterina Aleksandrova | Ekaterina Aleksandrova | 6           | 6           |  |  |              |                        |                        |              |              |  |
|  | WC          | Louise Kwong           | Louise Kwong           | 0           | 1           |  |  | 5            | Ekaterina Aleksandrova | Ekaterina Aleksandrova | 7            | 7            |  |
|  |             | Tímea Babos            | Tímea Babos            | 6           | 6           |  |  |              | Tímea Babos            | Tímea Babos            | 5            | 65           |  |
|  | 24          | Barbora Krejčíková     | Barbora Krejčíková     | 3           | 2           |  |  |              |                        |                        |              |              |  |

### Sezione 6
|  | Primo turno | Primo turno     | Primo turno   | Primo turno | Primo turno |  |  | Ultimo turno | Ultimo turno    | Ultimo turno    | Ultimo turno | Ultimo turno |  |
|  |             |                 |               |             |             |  |  |              |                 |                 |              |              |  |
|  | 6           | Polona Hercog   | Polona Hercog | 6           | 6           |  |  |              |                 |                 |              |              |  |
|  |             | Allie Kiick     | Allie Kiick   | 3           | 0           |  |  | 6            | Polona Hercog   | Polona Hercog   | 6            | 6            |  |
|  |             | Nicole Gibbs    | 7             | 4           | 3           |  |  | 16           | Andrea Petković | Andrea Petković | 4            | 3            |  |
|  | 16          | Andrea Petković | 5             | 6           | 6           |  |  |              |                 |                 |              |              |  |

### Sezione 7
|  | Primo turno | Primo turno        | Primo turno        | Primo turno | Primo turno |  |  | Ultimo turno | Ultimo turno       | Ultimo turno       | Ultimo turno | Ultimo turno |  |
|  |             |                    |                    |             |             |  |  |              |                    |                    |              |              |  |
|  | 7           | Mihaela Buzărnescu | Mihaela Buzărnescu | 7           | 6           |  |  |              |                    |                    |              |              |  |
|  | WC          | Carson Branstine   | Carson Branstine   | 64          | 3           |  |  | 7            | Mihaela Buzărnescu | Mihaela Buzărnescu | 6(1)         | 5            |  |
|  |             | Darija Jurak       | Darija Jurak       | 1           | 2           |  |  | 17           | Misaki Doi         | Misaki Doi         | 7            | 7            |  |
|  | 17          | Misaki Doi         | Misaki Doi         | 6           | 6           |  |  |              |                    |                    |              |              |  |

### Sezione 8
|  | Primo turno | Primo turno          | Primo turno          | Primo turno | Primo turno |  |  | Ultimo turno | Ultimo turno         | Ultimo turno | Ultimo turno | Ultimo turno |  |
|  |             |                      |                      |             |             |  |  |              |                      |              |              |              |  |
|  | 8           | Ons Jabeur           | Ons Jabeur           | 6           | 6           |  |  |              |                      |              |              |              |  |
|  |             | Françoise Abanda     | Françoise Abanda     | 4           | 3           |  |  | 8            | Ons Jabeur           | 3            | 6            | 2            |  |
|  |             | Francesca Di Lorenzo | Francesca Di Lorenzo | 6           | 6           |  |  |              | Francesca Di Lorenzo | 6            | 2            | 6            |  |
|  | 19          | Astra Sharma         | Astra Sharma         | 1           | 4           |  |  |              |                      |              |              |              |  |

### Sezione 9
|  | Primo turno | Primo turno    | Primo turno   | Primo turno | Primo turno |  |  | Ultimo turno | Ultimo turno   | Ultimo turno   | Ultimo turno | Ultimo turno |  |
|  |             |                |               |             |             |  |  |              |                |                |              |              |  |
|  | 9           | Iga Świątek    | Iga Świątek   | 6           | 7           |  |  |              |                |                |              |              |  |
|  | PR          | Shelby Rogers  | Shelby Rogers | 4           | 5           |  |  | 9            | Iga Świątek    | Iga Świątek    | 6            | 6            |  |
|  |             | Hiroko Kuwata  | 6             | 4           | 2           |  |  | 21           | Heather Watson | Heather Watson | 4            | 2            |  |
|  | 21          | Heather Watson | 3             | 6           | 6           |  |  |              |                |                |              |              |  |

### Sezione 10
|  | Primo turno | Primo turno      | Primo turno      | Primo turno | Primo turno |  |  | Ultimo turno | Ultimo turno   | Ultimo turno   | Ultimo turno | Ultimo turno |  |
|  |             |                  |                  |             |             |  |  |              |                |                |              |              |  |
|  | 10          | Kateryna Kozlova | Kateryna Kozlova | 2           | 3           |  |  |              |                |                |              |              |  |
|  |             | Sachia Vickery   | Sachia Vickery   | 6           | 6           |  |  |              | Sachia Vickery | Sachia Vickery | 3            | 2            |  |
|  |             | Jovana Jakšić    | Jovana Jakšić    | 1           | 5           |  |  | 18           | Marie Bouzková | Marie Bouzková | 6            | 6            |  |
|  | 18          | Marie Bouzková   | Marie Bouzková   | 6           | 7           |  |  |              |                |                |              |              |  |

### Sezione 11
|  | Primo turno | Primo turno         | Primo turno      | Primo turno | Primo turno |  |  | Ultimo turno | Ultimo turno     | Ultimo turno     | Ultimo turno | Ultimo turno |  |
|  |             |                     |                  |             |             |  |  |              |                  |                  |              |              |  |
|  | 11          | Rebecca Peterson    | Rebecca Peterson | 6           | 6           |  |  |              |                  |                  |              |              |  |
|  | WC          | Catherine Leduc     | Catherine Leduc  | 0           | 0           |  |  | 11           | Rebecca Peterson | Rebecca Peterson | 4            | 2            |  |
|  |             | Wang Xiyu           | 4                | 7           | 6           |  |  |              | Wang Xiyu        | Wang Xiyu        | 6            | 6            |  |
|  | 22          | Ysaline Bonaventure | 6                | 5           | 4           |  |  |              |                  |                  |              |              |  |

### Sezione 12
|  | Primo turno | Primo turno   | Primo turno   | Primo turno | Primo turno |  |  | Ultimo turno | Ultimo turno  | Ultimo turno  | Ultimo turno | Ultimo turno |  |
|  |             |               |               |             |             |  |  |              |               |               |              |              |  |
|  | 12          | Magda Linette | Magda Linette | 4           | 63          |  |  |              |               |               |              |              |  |
|  |             | Nao Hibino    | Nao Hibino    | 6           | 7           |  |  |              | Nao Hibino    | Nao Hibino    | 2            | 1            |  |
|  | WC          | Layne Sleeth  | Layne Sleeth  | 2           | 2           |  |  | 13           | Tatjana Maria | Tatjana Maria | 6            | 6            |  |
|  | 13          | Tatjana Maria | Tatjana Maria | 6           | 6           |  |  |              |               |               |              |              |  |